# Mirje (Vrboska)
Mirje je starorimska villa rustica u Starogradskom polju. Nalazi se kod Vrboske, na otoku Hvaru, Hrvatska. Pod dolasku Rimljana, starogrčki Faros postao je Faria, polje Hora sa starogrčkom izmjerom postalo je Ager. Na polju su Rimljani gradili ladanjska imanja, u koje spada i Mirje.

## Vanjske poveznice
|  | Zajednički poslužitelj ima još gradiva o temi Mirje (Vrboska) |